# القضية 39 (فلم)
القضية 39 (بالإنجليزية: Case 39) هو فيلم رعب نفسي أمريكي من سنة 2009 م، من إخراج كريشتن ألفاريت وبطولة رينيه زيلويغر وبرادلي كوبر وايان ماكشين.

## القصة
يتم تعيين عاملة اجتماعية إميلي جينكنز (رينيه زيلويغر) تعيش في فانكوفر، كولومبيا البريطانية، تم تعيينها للتحقيق مع عائلة سوليفان، لشكوك حول سوء معاملتهم للطفلة المتباة (ليلث) ولوجود شرخ عاطفي برز وتشتبه إيميلي بالوالدين بسبب سوء معاملتهم للطفلة، تأكدت مخاوف ايميلي حينما حاول الوالدين حرق الطفلة بالفرن الكهربائي داخل المنزل وتحفط (ليلث) داخل دار الرعاية الإسرية بمساعدة المحقق ماك بارون (إيان ماكشين). يتم إرسال ليلث أصلا إلى دار الرعاية الإسرية لكنها تطرح على إيميلي الاعتناء بها بدلا من ذلك.بموافقة المجلس يتم تعيين إميلي لرعاية ليلث حتى تأتي أسرة حاضنة في غضون ذلك يودع والدي ليلث (ادوراد) و(مارجريت) في مستشفى الإمراض النفسية بعد فترة ليست طويلة جدا تبدأ أمور غريبة أن تحدث أمام أيميلي، بعد اسبوعين في إحدى قضايا أيميلي يقتل صبي اسمه دييغو (الكسندر كونتي) ويقتل والديه فجاءة بارون يعلم أن شخصا اتصل هاتفيا من منزل إيميلي في الليلة التي سبقت الجريمة. لأنها يشتبه في تورطهم في الحادث، ليلث تخضع لتقييم نفسي من قبل أفضل صديق لإيميلي دوغلاس (برادلي كوبر) ومع ذلك خلال الدورة يتحول التقييم حوله وتسأله ليلث عن مخاوفه وبمهارة تقوم بتهديده، في تلك الليلة يتلقى دوغلاس مكالمة هاتفية غريبة ليقتل بعدها مذعورا من كتلة الدبابير التي قامت تخرج من جسمه في جميع أنحاء الحمام، تصاب ايميلي تدريجيا بالخوف من ليلث حتى انها تتجه لمستشفى الإمراض النفسية للحصول على إجابات من الوالدين (ادوراد) و(مارجريت) فيخبرونها بأن ليلث هي الشيطان الذي يتغذى على العاطفة وإنهم حاولوا قتلها لإنقاذ أنفسهم يقول والد ليلث أن الطريقة الوحيدة لقتلها هي إجبارها على النوم بعد فترة وجيزة تترك أيميلي والدي ليلث ليقتلوا بعدها بطرق غريبة الإم تهلوس بأن النار تسري بجسدها والإب يطعن بعينه بعد مهاجمته من زميل أخر له بالمصحة يتحدث بصوت ليلث، بارون يعتقد أن ايميلي بحاجة لعلاج نفسي ولكنه يقتنع في وقت لاحق حينما يتلقى مكالمة غريبة في منزله ليصدق إيميلي بعدها يقتل بطلقة نارية يصوبها بنفسه لرأسه حيث أن ليلث تجعله يتخيل ان كلاب تقوم بمهاجمته، بعد أن تدرك إيميلي أن أقرب زملاءها وأصدقائها قد قتل تقوم بدس المنوم لي ليلث داخل كوب الشاي لتنام بعدها وتقوم إيميلي بأضرام النار داخل المنزل على أمل التخلص منها ولكنها لاتموت وتقوم إيميلي بأخذها معها داخل السيارة ترى إيميلي سيارات الشرطة تسير في الشارع بسرعة كبيرة لموقع الحادث (المنزل) وفجاءة تأخذ طريقا مختلفا وتسير بسرعة كبيرة لتخيف ليلث بدلا من ذلك تقوم ليلث بتذكير إيميلي بطفولتها ووالدتها تقوم بقيادة السيارة بسرعة كبيرة اتناء عاصفة ممطرة إيميلي تحارب الذكريات وتقول إنها ليست حقيقة تتلاشى الصورة وتخاف ليلث من إيميلي لانها قادرة على القتال تقوم إيميلي بدفع السيارة نحو الرصيف المائي تتحول ليلث لشكل شيطاني وتقوم إيميلي باغراق المركبة وتحاول النجاة بنفسها لتقوم ليلث بإمساكها ومحاولة إغراقها معها ولكنها بالنهاية تستطيع النجاة والسباحة على سطح الماء والوصول إلى الضفة وتحاول التعافي من المحنة يتنهي الفيلم بعدم التأكد من موت ليلث أو عدمه.. النهاية...

## روابط خارجية
- مقالات تستعمل روابط فنية بلا صلة مع ويكي بيانات